# ドルアーガの迷宮
『ドルアーガの迷宮』（ドルアーガの迷宮、THE LABY RIDTH  OF DRUAGA）は、2011年1月13日から バンダイナムコゲームスより携帯アプリで配信されているアクションゲームである。

## ゲームシステム
本作には「脱出編」と「救出編」とでふたつのモードがある。
「救出編」は「脱出編」をクリアーするとタイトル画面で選択出来るようになる。

## ストーリー
「バビロニアン・キャッスル・サーガ」の外伝であり、時系列で表すと『ザ・ブルークリスタルロッド』の後の話である。

## 救出編
主人公の「ギル」が恋人の「カイ」を救出する為、地下迷路を探索していくモードである。

## 脱出編
カイを救出した後、地下迷路から地上へ脱出するモードである。